# ФК Сутјеска Никшић
ФК Сутјеска Никшић, црногорски је фудбалски клуб из Никшића, који се такмичи у Првој лиги Црне Горе од њеног оснивања 2006. године. Четири пута је освојила првенство Црне Горе и једном Куп Црне Горе.
Сутјеска је у сезони 2012/13. освојила своју прву титулу првака државе а у 2013/14. успела да одбрани шампионски трон у Црној Гори. Домаће утакмице игра на градском стадиону у Никшићу, познатијем као стадион крај Бистрице, капацитета 10.800 седећих места.

## Историја

### Почеци
Клуб је основан 1927. под именом СК Хајдук, а 1930. променио је име у СК Херцеговац. Међутим већина фудбалера тадашњег састава погинула је у бици на Сутјесци 1943. бранећи покушаје непријатеља да уништи партизанске одреде у Црној Гори и Херцеговини, па је тада, у њихову част, марта 1945. клуб добио назив Сутјеска.

### 1945—1992
Као првак Друге лиге - група Исток у сезони 1963/64. Сутјеска се по први пут пласирала у Прву савезну лигу Југославије. У дебитантској сезони 1964/65. заузела је последње петнаесто место и испала из лиге. Иако се у Прву лигу поново вратила у сезони 1966/67, опет је испала као претпоследња на табели. Сутјеска се у Прву лигу вратила након четири године, у сезони 1971/72, када је завршила на једном месту изнад зоне испадања, међутим већ у следећој сезони 1972/73. је испала као последњепласирана.
Наредних година Сутјеска се такмичила у Другој лиги, а у Прву лигу се поново вратила у сезони 1984/85, и овај пут се тамо дуже задржала. У тој сезони је остварила и најбољи пласман у Првој лиги СФРЈ, девето место. Наредне две сезоне је завршавала у средини табеле, да би у сезони 1987/88. као претпоследња поново испала. Због одустајања хрватских и словеначких клубова Сутјеска је добила шансу да учествује у сезони 1991/92. Прве лиге, што је била укупно 9. прволигашка сезона Сутјеске.

### 1992—2006
Сезона 1991/92. је била последња сезона Прве лиге СФРЈ, а Сутјеска је од сезоне 1992/93. са такмичењем наставила у Првој лиги СР Југославије. У сезони 1994/95. је испала у Другу лигу и наредне четири године је провела у другом и трећем рангу такмичења. Повратак у Прву лигу је уследио у сезони 1999/00, а већ у првој сезони је остварен и до тада најбољи пласман, пето место, иако је Сутјеска имала исти број бодова као четвртопласирани Рад. Нови успех постигнут је у сезони 2002/03, када је Сутјеска заузела четврто место, чиме је такође по први пут изборила учешће у неком европском такмичењу. У првом колу Интертото купа 2003. савладан је луксембуршки Расинг (3:0, 1:1), док је Сутјеску у другом колу избацио фински Тампере јунајтед (0:0, 0:1). Сутјеска се још две сезоне такмичила у Првој лиги, сада већ Србије и Црне Горе, пре него што је у сезони 2004/05. испала у нижи ранг.

### 2006—данас
Сутјеска је након раздруживања Србије и Црне Горе 2006. заиграла у Првој лиги Црне Горе. Иако је лигашка сезона 2006/07. била лоша (осмо место), Сутјеска је успела да стигне до финала Купа Црне Горе, где је ипак поражена од пљеваљског Рудара са 2:1. У сезони 2007/08. Сутјеска је као претпоследња тек преко баража изборила опстанак у Првој лиги. Сезону 2008/09. клуб је завршио на трећем месту, па је у сезони 2009/10. играо квалификације за УЕФА лигу Европе, али је ипак поражен већ у првом колу квалификација од белоруског МТЗ-РИПО Минск. Уследиле су три лоше сезоне, у којима се Сутјеска борила за опстанак, па је у сезони 2010/11. морала да игра и бараж за опстанак али је успела да савлада Јединство из Бијелог Поља.
У сезони 2012/13. Сутјеска је освојила своју прву титулу првака држава, завршивши сезону са пет бодова више од другопласиране подгоричке Будућности. Као првак је у сезони 2013/14. по први пут играла у квалификацијама за Лигу шампиона, али је поражена већ на старту, у другом колу квалификација од молдавског Шерифа Тираспољ. Први меч у гостима је завршен резултатом 1:1, али је у реваншу код куће Сутјеска поражена са убедљивих 5:0. У сезони 2013/14 Сутјеска је постала други пут узастопно јесењи шампион Црне Горе, те тако постала први клуб од оснивања црногорске лиге, коме је то пошло за руком. На крају исте сезоне Сутјеска је постала други пут узастопно шампион Црне Горе. У сезони 2014/15 клуб је био вицешампион државе.

## Успеси
| Такмичење                | Такмичење                | Број                     | Година                                      |                          |                          |
| Национално првенство - 5 | Национално првенство - 5 | Национално првенство - 5 | Национално првенство - 5                    | Национално првенство - 5 | Национално првенство - 5 |
| ------------------------ | ------------------------ | ------------------------ | ------------------------------------------- | ------------------------ | ------------------------ |
| Првенство Црне Горе      | Првак                    | 5                        | 2012/13, 2013/14, 2017/18, 2018/19, 2021/22 |                          |                          |
| Првенство Црне Горе      | Други                    | 4                        | 2014/15., 2019/20, 2020/21, 2022/23         |                          |                          |
| Национални куп - 1       |                          |                          |                                             |                          |                          |
| Куп Црне Горе            | Победник                 | 2                        | 2016/17., 2022/23.                          |                          |                          |
| Куп Црне Горе            | Финалиста                | 1                        | 2006/07.                                    |                          |                          |

## Резултати у такмичењима у Црној Гори
| Сезона   | Ранг | Лига      | Бр.екипа | Позиција  | Куп           |
| -------- | ---- | --------- | -------- | --------- | ------------- |
| 2006/07. | 1    | Прва лига | 12       | 8. место  | Финале        |
| 2007/08. | 1    | Прва лига | 12       | 11. место | Прво коло     |
| 2008/09. | 1    | Прва лига | 12       | 3. место  | Четвртфинале  |
| 2009/10. | 1    | Прва лига | 12       | 7. место  | Четвртфинале  |
| 2010/11. | 1    | Прва лига | 12       | 11. место | Четвртфинале  |
| 2011/12. | 1    | Прва лига | 12       | 8. место  | Осмина финала |
| 2012/13. | 1    | Прва лига | 12       | 1. место  | Осмина финала |
| 2013/14. | 1    | Прва лига | 12       | 1. место  | Прво коло     |
| 2014/15. | 1    | Прва лига | 12       | 2. место  | Полуфинале    |
| 2015/16. | 1    | Прва лига | 12       | 5. место  | Осмина финала |
| 2016/17. | 1    | Прва лига | 12       | 4. место  | Победник      |
| 2017/18. | 1    | Прва лига | 10       | 1. место  | Четвртфинале  |
| 2018/19. | 1    | Прва лига | 10       | 1. место  | Полуфинале    |
| 2019/20. | 1    | Прва лига | 10       | 2. место  | Прекинуто     |
| 2020/21. | 1    | Прва лига | 10       | 2. место  | Четвртфинале  |
| 2021/22. | 1    | Прва лига | 10       | 1. место  | Полуфинале    |
| 2022/23. | 1    | Прва лига | 10       | 2. место  | Победник      |
| 2023/24. | 1    | Прва лига | 10       | 4. место  | 1. коло       |
| 2024/25. | 1    | Прва лига | 10       | 3. место  | Осмина финала |

## ФК Сутјеска у европским такмичењима
| Сезона   | Такмичење         | Коло        | Држава              | Клуб              | Резултат       | Укупан резултат |
| -------- | ----------------- | ----------- | ------------------- | ----------------- | -------------- | --------------- |
| 2003.    | Интертото куп     | 1. коло     |                     | Расинг Луксембург | 3:0, 1:1       | 4:1             |
| 2003.    | Интертото куп     | 2. коло     | Финска              | Тампере јунајтед  | 0:0, 0:1       | 0:1             |
| 2009/10. | Лига Европе       | 1. коло кв. | Белорусија          | МТЗ-РИПО Минск    | 1:1, 1:2 (пр.) | 2:3             |
| 2013/14. | Лига шампиона     | 2. коло кв. | Молдавија           | Шериф Тираспољ    | 0:5, 1:1       | 1:5             |
| 2013/14. | Лига шампиона     | 2. коло кв. | Молдавија           | Шериф Тираспољ    | 0:3, 0:2       | 0:5             |
| 2015/16. | Лига Европе       | 1. коло кв. | Мађарска            | Дебрецин          | 2:0, 0:3       | 2:3             |
| 2018/19. | Лига шампиона     | 1. коло кв. | Казахстан           | Астана            | 0:1, 0:2       | 0:3             |
| 2018/19. | Лига Европе       | 2. коло кв. | Јерменија           | Алашкерт          | 0:1, 0:0       | 0:1             |
| 2019/20. | Лига шампиона     | 1. коло кв. | Словачка            | Слован Братислава | 1:1, 1:1       | (3:2 пен)       |
| 2019/20. | Лига шампиона     | 2. коло кв. | Кипар               | АПОЕЛ             | 0:1, 0:3       | 0:4             |
| 2020/21. | Лига Европе       | 1. коло кв. | Босна и Херцеговина | Борац Бања Лука   | 0:1            | 0:1             |
| 2021/22. | Лига конференције | 1. коло кв. | Грузија             | Гагра             | 1:0, 1:1       | 2:1             |
| 2021/22. | Лига конференције | 2. коло кв. | Израел              | Макаби Тел Авив   | 0:0, 1:3       | 1:3             |
| 2022/23  | Лига шампиона     | 1. коло кв. | Бугарска            | Лудогорец Разград | 0:1, 0:2       | 0:3             |
| 2022/23  | Лига конференције | 2. коло кв. | Фарска Острва       | Клаксвик          | 0:0, 0:1       | 0:1             |
| 2023/24. | Лига конференције | 1. коло кв. | Сан Марино          | Космос            | 1:0, 1:1       | 2:1             |
| 2023/24. | Лига конференције | 2. коло кв. | Андора              | Санта Колома      | 2:0, 0:3       | 2:3             |
| 2025/26  | Лига конференције | 1. коло кв. | Белорусија          | Динамо Брест      | 1:2, 2:0       | 3:2             |
| 2025/26  | Лига конференције | 2. коло кв. | Израел              | Беитар Јерусалим  | 1:2, 2:5       | 3:7             |

### Збирни европски резултати
Стање 24. јул 2013.
| Такмичење             | ИГ. | Д | Н | ИЗ. | ГД | ГП |
| --------------------- | --- | - | - | --- | -- | -- |
| УЕФА Лига шампиона    | 2   | 0 | 1 | 1   | 1  | 6  |
| УЕФА лига Европе      | 2   | 0 | 1 | 1   | 2  | 3  |
| Интертото куп         | 4   | 1 | 2 | 1   | 4  | 2  |
| Укупно УЕФА такмичења | 10  | 2 | 5 | 3   | 9  | 14 |

## Познати бивши играчи
- Милутин Осмајић
- Мирко Вучинић
- Вукашин Полексић
- Стефан Николић
- Андрија Делибашић
- Миљан Радовић
- Дамир Чакар
- Славенко Кузељевић
- Миодраг Кривокапић
- Војин Лазаревић
- Душко Радиновић
- Ранко Зиројевић
- Душан Пураћ
- Драган Радојичић
- Мојаш Радоњић
- Брајан Ненезић
- Никола Ракојевић
- Божидар Бандовић
- Миодраг Бајовић
- Милорад Бајовић
- Зоран Батровић
- Милош Дризић
- Милош Бурсаћ
- Бранко Стаматовић
- Борисав Гајица Ђуровић